# La Faye
La Faye is een gemeente in het Franse departement Charente (regio Nouvelle-Aquitaine) en telt 568 inwoners (1999). De plaats maakt deel uit van het arrondissement Confolens.

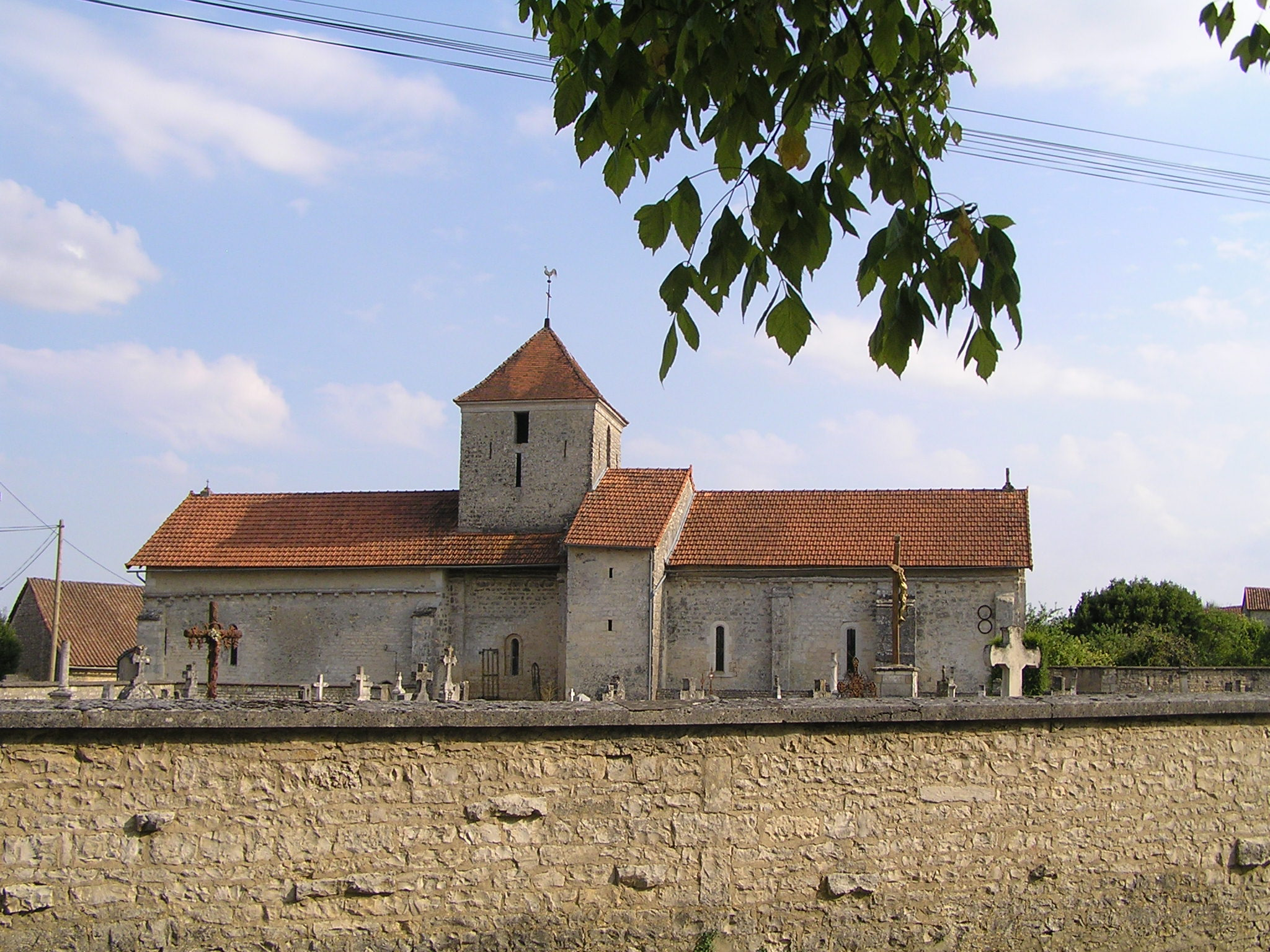
Kerk van La Faye
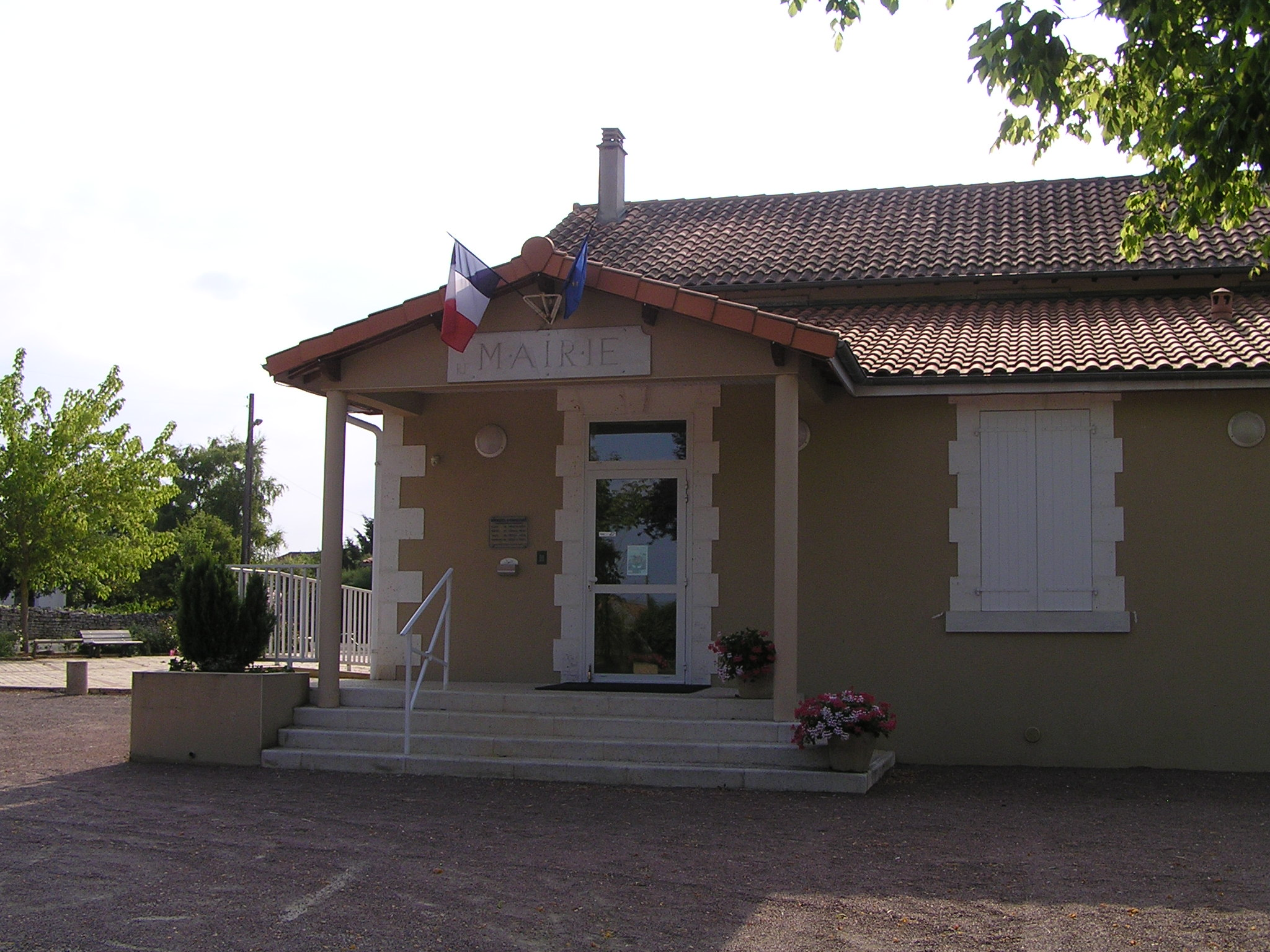
Gemeentehuis

## Geografie
De oppervlakte van La Faye bedraagt 13,5 km², de bevolkingsdichtheid is 42,1 inwoners per km².
De onderstaande kaart toont de ligging van La Faye met de belangrijkste infrastructuur en aangrenzende gemeenten.

## Demografie
Onderstaande figuur toont het verloop van het inwonertal (bron: INSEE-tellingen).